# 4-Piridon
4-Piridon je organsko jedinjenje sa formulom C
5H
4NH(O).

## Priprema
4-Piridon, i njegovi derivati, se pripremaju iz 4-Pirona i amina u protičnim rastvaračima.